# Apple A8X
L'Apple A8X è un system-on-a-chip a 64 bit progettato da Apple Inc. e prodotto da TSMC.  Viene montato dall'iPad Air 2, annunciato il 16 ottobre 2014. È una variante dell'A8 presente su iPhone 6. Rispetto al suo predecessore — l'A7 — Apple sostiene che il processore sia fino al 40% più veloce, mentre l'unità di elaborazione grafica fino a due volte e mezza.

## Progettazione
L'A8X ha tre core con clock a 1,5 GHz, la graphics processing unit è contiene 3 miliardi di transistor. Con 100 MHz ed un core in più, l'A8X offre prestazioni migliori del 13% circa su thread singoli e 55% nel multithreading rispetto all'A8. Sempre a differenza di quest'ultimo, è stato montato un dissipatore ed è stato rimosso il Package on package con la memoria RAM, in maniera analoga ai precedenti A5X e A6X. La RAM è stata poi portata a 2GB.

## Controversie
La branch predition unit dell'Apple A8X è stata al centro di una controversia relativa ad un brevetto già depositato nel 1998. Il 14 ottobre 2015, un giudice distrettuale ha ritenuto Apple colpevole di violare il brevetto US5781752A. Il brevetto è di proprietà della Wisconsin Alumni Research Foundation (WARF), una società affiliata all'Università del Wisconsin-Madison.
Il 24 luglio 2017, Apple è stata condannata al risarcimento di 506 milioni di dollari per violazione di brevetto. Apple ha presentato un ricorso il 26 ottobre 2017 presso la Corte d'appello degli Stati Uniti, avendo la meglio e vedendosi restituire la somma di denaro. Il brevetto in questione è poi scaduto nel dicembre 2016.